# Битва под Ливом
Битва под Ливом — ряд боестолкновений произошедших в ходе Польского восстания в феврале-марте 1831 года, близ населённого пункта Лив, на берегах болотистой речки Ливец. 
На 1 (13) февраля 1831 года I корпусу Русской императорской армии было приказано наступать через Венгров на Лив, VI корпусу облегчить переправу I, а III резервному кавалерийскому следовать за Первым. В ночь на 1 (13) февраля 1831 года Дмитрий Ерофеевич Сакен (начальник 3-й уланской дивизии) двинулся для атаки на Лив; деревянный мост через ручей защищал 1 батальон с 2 орудиями. Сакен сбил передовые посты, которые спешно пытались уничтожить мост, а затем 49-й егерский полк переправился через ручей, выбил поляков из Лива и овладел им. 
21 марта (2 апреля) 1831 года у Лива были отброшены русские разъезды, высланные из Венгрова; после отхода от Лива российских войск поляки обустроили для защиты моста флешь. 
28 марта (9 апреля) 1831 года генерал Людвиг Иванович Пинабель (2 роты 6-го егерского полка, 3 эскадрона Татарских улан, 1-й резервный сапёрный батальон, 300 фуражиров VI корпуса, 4 орудия) атаковал тет-де-пон, истребил большую часть занимавшего его полубатальона и подрубил мост, но на следующий день, при подходе польского корпуса генерала Яна Непомука Уминского, отступил, оставив переправу в руках неприятеля. 
Между тем, русский генерал Фёдор Клементьевич Гейсмар в предвидении боя при Тане, с целью обеспечения своего правого фланга, поручил генералу Роману Карловичу Насакену командование войсками у Лива (отряд Пинабеля, сводно-гренадерский батальон, 2 эскадрона Арзамасского конно-егерского полка, 1 эскадрон Татарских улан). 29 марта (10 апреля) 1831 года Насакен занял ротой Астраханского полка укрепления у моста, а поляки ограничились лишь артиллерийским огнём. В ночь Насакен отошел к Соколову. 
Генерал Иван Иванович Дибич с целью оттеснить Уминского, сформировал отряд П. А. Угрюмова (9½ батальонов 1-й гренадерской дивизии, 4 эскадрона Польского и 2 эскадрона Татарского уланских полков, 3 эскадрона Арзамасского и 2 эскадрона Тираспольского конно-егерских полков, 16 орудий), главной целью которого являлся тет-де-пон у Лива. Угрюмов осторожно 2 (14) апреля 1831 года приблизился к Ливу, выделив в стороны, для обеспечения наступления, по два эскадрона улан и конных егерей. Уминский расположил в тет-де-поне один батальон и три артиллерийских орудия, впереди него 4 роты и 2 эскадрона, на левом берегу построил батарею на восемь орудий, за которой расположил 8 батальонов, 5 полков кавалерии и 14 пушек. Угрюмов, не доходя четырёх километров до Лива, построил боевой порядок: правее дороги наступали 2-й карабинерный князя Барклая-де-Толли полк, 4 орудия и 1 эскадрон Польских улан, левее — 1-й карабинерный полк, 4 орудия и 2 эскадрона Арзамасского конно-егерского полка, в резерве — Угрюмов с 5 батальонами, 3 эскадронами и 8 орудиями. 
Огонь русской артиллерии заставил роты и эскадроны, бывшие впереди тет-де-пона, отступить на остров, куда были увезены и три пушки. Два батальона под командованием генерал-майора Карпа Карповича Фези, невзирая на картечь и сильный огонь застрельщиков, ворвались в укрепление и захватили 230 защитников. Атака карабинер на остров была отражена; но артиллерийский огонь заставил поляков очистить его. Пять атак поляков на русские позиции были отражены. Тогда Уминский послал бригаду генерала Яна Томицкого переправиться ниже Лива и захватить переправу. Высланные сначала два эскадрона Татарских улан, а затем дивизион Польских улан, 1 эскадрон Арзамасских конных егерей, пытавшиеся помешать переправе, были отброшены, и только с прибытием дивизиона Тираспольских конно-егерей и 1 эскадрона Польских улан и двух орудий удалось остановить поляков, и они отступили на правый берег реки. Около 10 часов вечера бой окончился. 
Утром 3 (15) апреля 1831 года 3 батальона с шестью орудиями вновь безуспешно пытались отбить у русских тет-де-пон. 
Потери русских за два дня составили 982 человека убитыми и ранеными, в том числе 222 кавалериста в ожесточённом бою с Томицким на переправе. В ночь на 4 (16) апреля 1831 года, согласно полученному приказанию, Угрюмов, уничтожив фортификационные сооружения, отступил к Мокободам. 
Из-за того, что русские войска отошли, поляки приписывают победу в этом сражении себе, однако, по донесению Дибича, удержание переправы у Лива не входило в его планы, а потому истинная цель боев у Лива так и остается неясной.